# Sat Sri Akaal
Sat Śri Akāl ( Gurmukhi : ਸਤਿ ਸ੍ਰੀ ਅਕਾਲpunjabi [sət sɾiː əkɑːl] (escucharⓘ)) es una jaikara (lit. "grito/llamado de victoria") que se usa como saludo entre los sij. Es la segunda mitad del llamado a acción, dado por el décimo gurú sij, Guru Gobind Singh . El llamado completo es el siguiente: " Bole So Nihal, Sat Sri Akal" ("Grita en voz alta en éxtasis; la Verdad es Atemporal").  

## Formas de uso
Además de ser el llamado del sijismo, el Jaikara se ha convertido en una parte integral de la liturgia sij y se recita al final del Ardas, la oración sij, en las congregaciones sagradas. 
El uso de Sat Sri Akaal como saludo, aunque lo utiliza la mayoría de las personas que se identifican como sijs, se considera incorrecto para los sijs amritdhari (bautizados). Históricamente, el término es la segunda mitad del grito de guerra sij, «Bole So Nihal, Sat Sri Akal», y todavía se usa de la misma manera. Según el Rehat Maryada Sikh, o Código de Conducta, los sijs amritdhari se saludan con «Waheguru Ji Ka Khalsa Waheguru Ji Ki Fateh», que significa «¡La Khalsa (pureza) pertenece al Señor Dios!». ¡La victoria es de Dios!". 